# Candy Crush Saga
Candy Crush Saga es un videojuego de combinación de fichas gratuito desarrollado por King. Fue lanzado el 12 de abril de 2012, originalmente para Facebook; le siguieron otras versiones para iOS, Android, Windows Phone y Windows 10. Es una variación de su videojuego de navegador Candy Crush.
En el videojuego, los jugadores completan niveles intercambiando dulces de colores en un tablero de juego para hacer una combinación de tres o más del mismo color, eliminando esos dulces del tablero y reemplazándolos por otros nuevos, lo que podría crear más coincidencias. Las combinaciones de cuatro o más caramelos crean caramelos únicos que actúan como potenciadores con capacidades más grandes para limpiar el tablero. Los tableros tienen varios objetivos que deben completarse dentro de un número fijo de movimientos o una cantidad de tiempo limitada, como una determinada puntuación o la recolección de un número específico de un tipo de caramelo.
Candy Crush Saga se considera uno de los primeros y más exitosos usos de un modelo freemium; Si bien el videojuego se puede jugar completamente sin gastar dinero, los jugadores pueden comprar acciones especiales para ayudar a despejar tableros más difíciles, de los cuales King obtiene sus ingresos; en su momento más popular, la empresa ganaba casi 1 millón de dólares por día. En 2014, más de 93 millones de personas jugaban a Candy Crush Saga, mientras que los ingresos durante un período de tres meses, según informó King, superaron los 493 millones de dólares. Cinco años después de su lanzamiento en dispositivos móviles, la serie Candy Crush Saga ha recibido más de 2700 millones de descargas y el videojuego ha sido una de las aplicaciones móviles con mayor recaudación y más jugadas en ese período de tiempo. A septiembre de 2023, había alcanzado más de 20 000 millones de dólares en ingresos. Desde entonces, King ha lanzado tres títulos relacionados, Candy Crush Soda Saga, Candy Crush Jelly Saga y Candy Crush Friends Saga, y la mayoría de los otros títulos móviles de la empresa siguen el mismo formato freemium de Candy Crush Saga.

## Jugabilidad

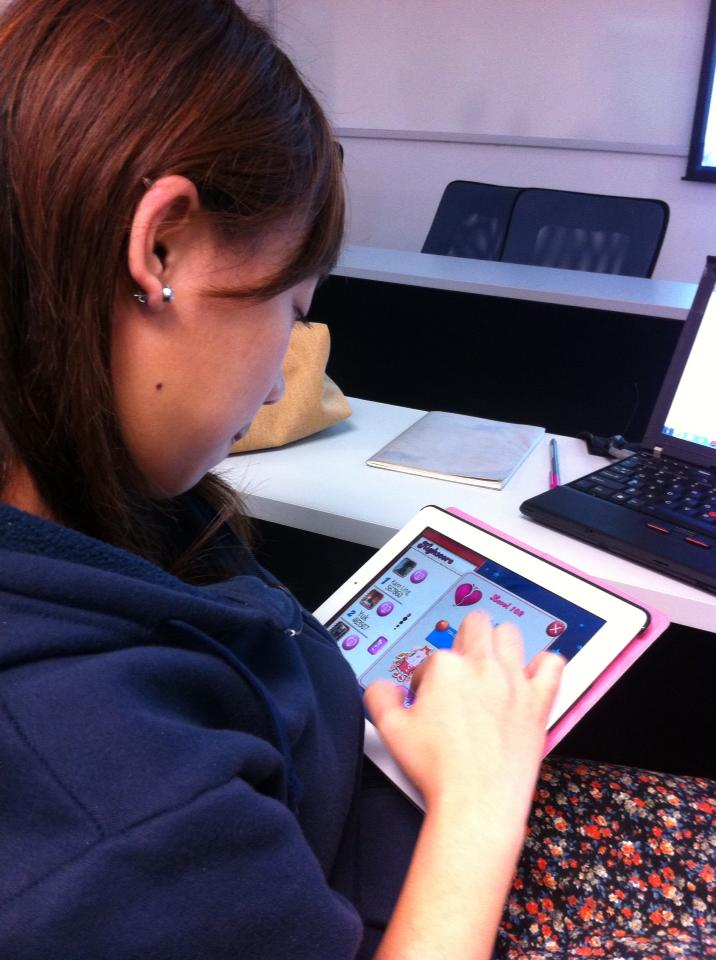
Una mujer jugando a Candy Crush Saga en un iPad.

Candy Crush Saga es un videojuego de combinación de fichas, en el que el juego principal se basa en mover dos caramelos adyacentes de entre varios en el tablero de juego, para formar una fila o columna de al menos 3 caramelos del mismo color. En esta partida, los caramelos emparejados se retiran del tablero, y los caramelos encima de ellos caen en los espacios vacíos, con nuevos caramelos que aparecen en la parte superior del tablero. Esto puede crear un nuevo conjunto de caramelos emparejados, que se borra automáticamente de la misma manera. El jugador gana puntos por estos movimientos y se gana progresivamente más puntos por estas reacciones en cadena. Además, la creación de combinaciones de cuatro o más caramelos creará un caramelo especial que, cuando se combinan, puede limpiar una fila, columna u otra sección del tablero.
El juego se divide en muchos niveles, que deben completarse en secuencia. Cada nivel presenta un desafío diferente para el usuario, como lograr una puntuación mínima en un número fijo de movimientos o limpiar caramelos en un número fijo de movimientos para llevar ingredientes especiales al fondo del tablero. Los tableros tienen varias configuraciones diferentes y pueden incluir espacios especiales que tienen sus propias reglas únicas, como espacios cubiertos con gelatina que deben limpiarse haciendo un match en ese espacio. Si el jugador cumple con el objetivo del nivel, se le otorgará de una a tres estrellas según su puntuación y podrá pasar al siguiente nivel. De lo contrario, perderán una vida y se debe volver a intentar. Si el jugador se queda sin vidas, debe esperar un período de tiempo del mundo real mientras sus vidas se regeneran antes de volver a intentar el nivel. Los niveles completados se pueden reproducir si se desea.

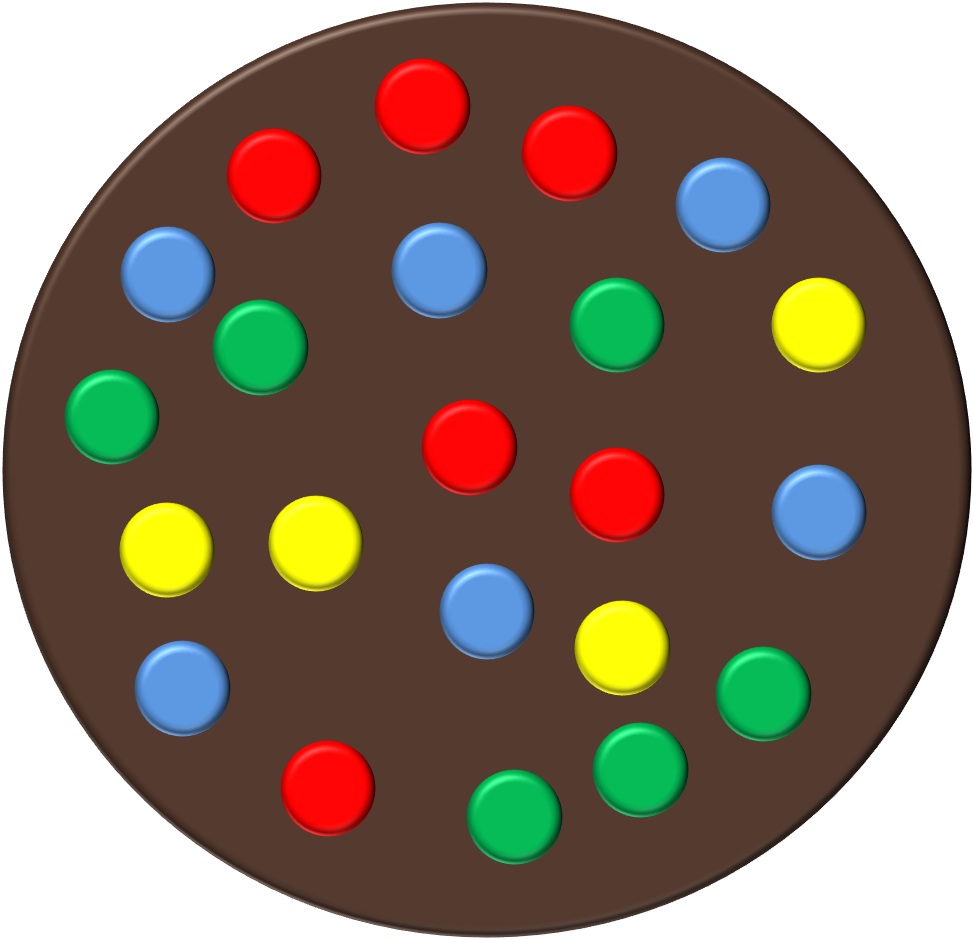
Caramelo especial, que se crea de la combinación de 5 caramelos del mismo color.

El juego se ha ampliado con una serie de episodios, añadiendo unas pocas docenas de niveles nuevos por episodio, así como nuevas mecánicas de juego. Cada episodio tiene 15 niveles de juego. En la primera gran expansión del juego, el juego agregó un conjunto separado de niveles en Dreamworld. Si bien los niveles tenían los mismos objetivos, los jugadores tenían que equilibrar los partidos de caramelos de dos colores seleccionados al azar para evitar interrumpir al Odus el búho dormido; si fallaban, el nivel debía repetirse. Si recolectaban suficientes dulces combinados para llenar un medidor, el juego activaría automáticamente el poder de Moon Struck: el tablero se limpió de todos los dulces de esos dos colores y el jugador ganó algunos turnos de partidos adicionales sin necesidad de equilibrar los colores. Después de esto, Odus volvió a dormir y se seleccionaron al azar dos nuevos colores para el equilibrio. Esto continuó hasta que el jugador completó el nivel o se quedó sin turnos como en el juego principal. Los niveles de Dreamworld usaban un conjunto de vidas diferente al del juego principal, lo que permitía al jugador alternar entre estos modos. El mundo de los sueños ya no es accesible.

### Caramelos y objetos
| Color del caramelo | Forma    |
| ------------------ | -------- |
| Rojo               | Frijol   |
| Naranja            | Pastilla |
| Amarillo           | Lágrima  |
| Verde              | Almohada |
| Azul               | Planeta  |
| Violeta            | Flor     |

### Caramelos especiales
| Caramelo                | Color                 | Información |
| ----------------------- | --------------------- | --- |
| Caramelo rayado         | Todos                 | Apariencia: Rayas horizontales o verticales en un caramelo regular. Efecto: Borra una fila o columna entera, dependiendo de la dirección de las rayas. Formación: Exactamente 4 caramelos regulares seguidos. El caramelo especial más común, a menudo creado accidentalmente a través de cascadas. Este es el caramelo especial más fácil de hacer. Si el caramelo rayado es el resultado de un movimiento horizontal, las rayas serán horizontales, si es el resultado de un movimiento vertical, serán verticales y el resultado es aleatorio durante las cascadas más grandes. - Si se crea directamente a través de una combinación, el dulce rayado aparecerá en la ubicación del dulce que cambiaste y combinaste, y tendrá la misma dirección que la dirección del interruptor. Si se forman caramelos rayados en cascadas posteriores, reemplazarán a cualquiera de los caramelos emparejados que forman el caramelo especial. - Los caramelos con rayas verticales pueden ser útiles en los niveles de ingredientes si están en la misma columna que un ingrediente. |
| Caramelo envuelto       | Todos                 | Apariencia: Un caramelo normal en un envoltorio rectangular del mismo color. Efecto: Elimina los 8 caramelos circundantes, se activa dos veces. Formación: 5 o 6 caramelos regulares en forma de T, L o + (o en algunos casos, cualquier coincidencia que se cruce sin que ninguna sea una combinación de cinco o más). Solo sale si la formación no puede crear una bomba de color. Si se crea directamente a través de una coincidencia, el caramelo envuelto reemplazará al caramelo emparejado que cambiaste. Si se crea a través de cascadas, el dulce envuelto reemplazará a cualquiera de los caramelos que se eliminen para formar el caramelo especial. |
| Bomba de caramelo/color | Chocolate con chispas | Apariencia: Una bola de chocolate con chispas. Conocido como "pecas". Efecto: Cuando se cambia con un caramelo regular, eliminará todos los caramelos de ese color del tablero. Cuando se cambia con un caramelo rayado, convertirá todos los caramelos de ese color en caramelos rayados e inmediatamente borrará cada línea de acuerdo con la dirección del caramelo rayado. Antiguo: Cuando se cambia con un caramelo envuelto, eliminará todos los caramelos de ese color del tablero. Una vez que el tablero se asiente, eliminará todos los dulces de otro color del tablero. Nuevo: cuando se cambia por un caramelo envuelto, todos los caramelos de ese color se convertirán en caramelos envueltos. Entonces todos se activan. Cuando se cambia con otra bomba de color, eliminará todos los dulces del tablero. Cuando explota con un caramelo especial o con caramelos que caen, eliminará todos los caramelos de un color. Formación: 5 o más en fila. Este siempre saldrá aunque una sola formación cumpla la condición de otros caramelos especiales. Si se crea a través de una coincidencia directa, la bomba de color aparecerá en el lugar donde se empareja el caramelo intercambiado. Esto significa que solo el caramelo central de los cinco caramelos eliminados será reemplazado por una bomba de color. Si se crea durante las cascadas, reemplazará a cualquiera de los caramelos que se eliminen para formar el caramelo especial. |
| Pez de gelatina         | Todos                 | Apariencia: Un pez dulce. Los colores varían. Efecto: Cuando se combinan, etc., crea 3 peces que apuntan y comen un dulce al azar cada uno (prefiriendo cuadrados con gelatina), activando dulces especiales si son el objetivo. Formación: solo se puede usar como refuerzo en los niveles de gelatina. Puede aparecer en la pantalla de inicio en niveles posteriores, o aparecer en los niveles de Sugar Crush of Jelly, donde cada movimiento que te queda se convierte en 3 peces. A partir del nivel 2406, pueden salir de bobbers. |
| Rueda de coco           | Rosa y negro          | Apariencia: Rueda de coco rosa con centro de regaliz. Efecto: Cuando se cambia con un caramelo regular, continúa en esa dirección, limpiando el primer caramelo y convirtiendo los primeros 3 caramelos en caramelos rayados. Una vez que el Rollo haya terminado, los Caramelos Rayados se activarán. Formación: solo se puede usar como refuerzo en los niveles de ingredientes. Puede aparecer en la pantalla de inicio o Mystery Candies (antes de su eliminación) en niveles posteriores. |
| Caramelo de la suerte   | Verde y blanco        | Apariencia: Un caramelo circular con una marca en los niveles de Candy Order Efecto: Cuando se combinan, se convierten en un caramelo que cumple con las órdenes. Formación: solo se puede usar como refuerzo en los niveles de pedido de caramelos. Puede aparecer en la pantalla de inicio o incluso generarse de forma natural o en Candy Cannons en niveles posteriores. |

### Compras en la aplicación
El juego se monetiza principalmente a través de compras en la aplicación (a través de una tarjeta de crédito, créditos de iTunes o Google Play); los jugadores comienzan con cinco "vidas", que se pierden cada vez que se falla un nivel. Esto se aplica a todos los juegos de King. Cuando están agotadas, los usuarios pueden enviar solicitudes a sus amigos de Facebook por más vidas, esperar a que se repongan (se restaura una vida cada media hora) o comprarlas. Inicialmente, cuando un jugador realiza una compra para nuevas vidas, recibe cinco nuevas vidas por una cantidad específica en dólares. En una actualización reciente, cuando un jugador realiza una compra para nuevas vidas, el jugador recibe lingotes de oro, la cantidad depende de cuánto dinero gasten. Las barras de oro se pueden usar para nuevas vidas, movimientos adicionales, potenciadores o para desbloquear un nuevo episodio. En ciertos momentos, principalmente al comienzo de nuevos "episodios", los usuarios también deben comprar o recibir una solicitud de al menos tres amigos antes de poder acceder al siguiente conjunto de niveles. Una actualización significaba que los jugadores solo esperaban 3 días para desbloquear el próximo episodio.
Los potenciadores, para facilitar los niveles, se pueden comprar mediante compras dentro de la aplicación. Si bien el juego incluye contenido freemium, el 97,7% de los que juegan lo hacen de forma gratuita, mientras que solo el 2,3% paga.

## Personajes
A lo largo del juego, el jugador resuelve acertijos para que Tiffi (abreviatura de Toffette) pueda resolver los problemas que afectan a los residentes del Reino de los Dulces. Estos incluyen el guía ayudante Mr. Toffee, cuya voz cambió de un acento francés exagerado en la versión original del juego a una voz masculina profunda más modesta; el Conejo de Pascua; el dueño de la tienda, el Sr. Yeti; Odus el búho de los niveles de Dreamworld; el villano Bubblegum Troll; y muchos otros.
En Candy Crush Jelly Saga, los dos personajes principales contra los que juega el jugador son Jelly Queen y Cupcake Carl.

## Desarrollo
Antes del lanzamiento de Candy Crush Saga, la mayoría de los juegos de King eran juegos de navegador que se ofrecían a través de su sitio web o portales asociados como Yahoo!. Esto incluyó Candy Crush, un sencillo juego de cruzar fichas lanzado en 2011 que, según el director creativo y cofundador de King, Sebastian Knutsson, se produjo después de algunos cientos de otros juegos que habían diseñado para el portal. El concepto de Candy Crush se había basado de un juego que King hizo, Miner Speed , que tomó prestado elementos de juego de Bejeweled. Candy Crush agregó nuevas animaciones para los dulces y una expresiva muñeca de papel.-como personajes que ayudaron a hacer del juego uno de los cinco más populares en el sitio en 2012. En ese momento, el juego era un juego básico de ataque de puntuación. Knutsson dijo que "la primera versión fue de tres minutos de gran juego, pero esos tres minutos no evolucionaron realmente". Candy Crush, al igual que con varios de los otros juegos del portal de King, presentaba un estilo de juego de torneo, donde los jugadores podían gastar dinero para participar en torneos competitivos y obtener aumentos en el juego, que sirvieron como una de las principales formas de ingresos para la compañía en además de microtransacciones y anuncios de venta de artículos en el juego.
Alrededor de 2009, Facebook comenzó a atraer desarrolladores, en particular Zynga, para ofrecer juegos de redes sociales que pudieran construirse sobre sus servicios fundamentales; para King, esto resultó en una gran caída en los jugadores que vieron en sus portales de juegos dentro de un año. En este punto, King comenzó a determinar cómo podría ingresar a Facebook y los mercados de juegos móviles asociados, dividiendo su departamento de desarrollo web para trabajar en Facebook y juegos móviles en 2010, incluyendo traer varios de sus juegos de navegador existentes a esas plataformas. La mayoría de estos juegos existentes se introdujeron como versiones beta para los usuarios de Facebook, y la empresa utilizó el recuento de jugadores y los comentarios para determinar cuál de estos títulos tenía más posibilidades de avanzar, lo que les permitió centrarse en un desarrollo más intensivo en esos títulos y descartar el resto. , al estilo de un enfoque de creación rápida de prototipos. La plataforma de Facebook les permitió explorar la expansión de sus juegos estilo torneo existentes y la capacidad de incluir microtransacciones dentro del juego.

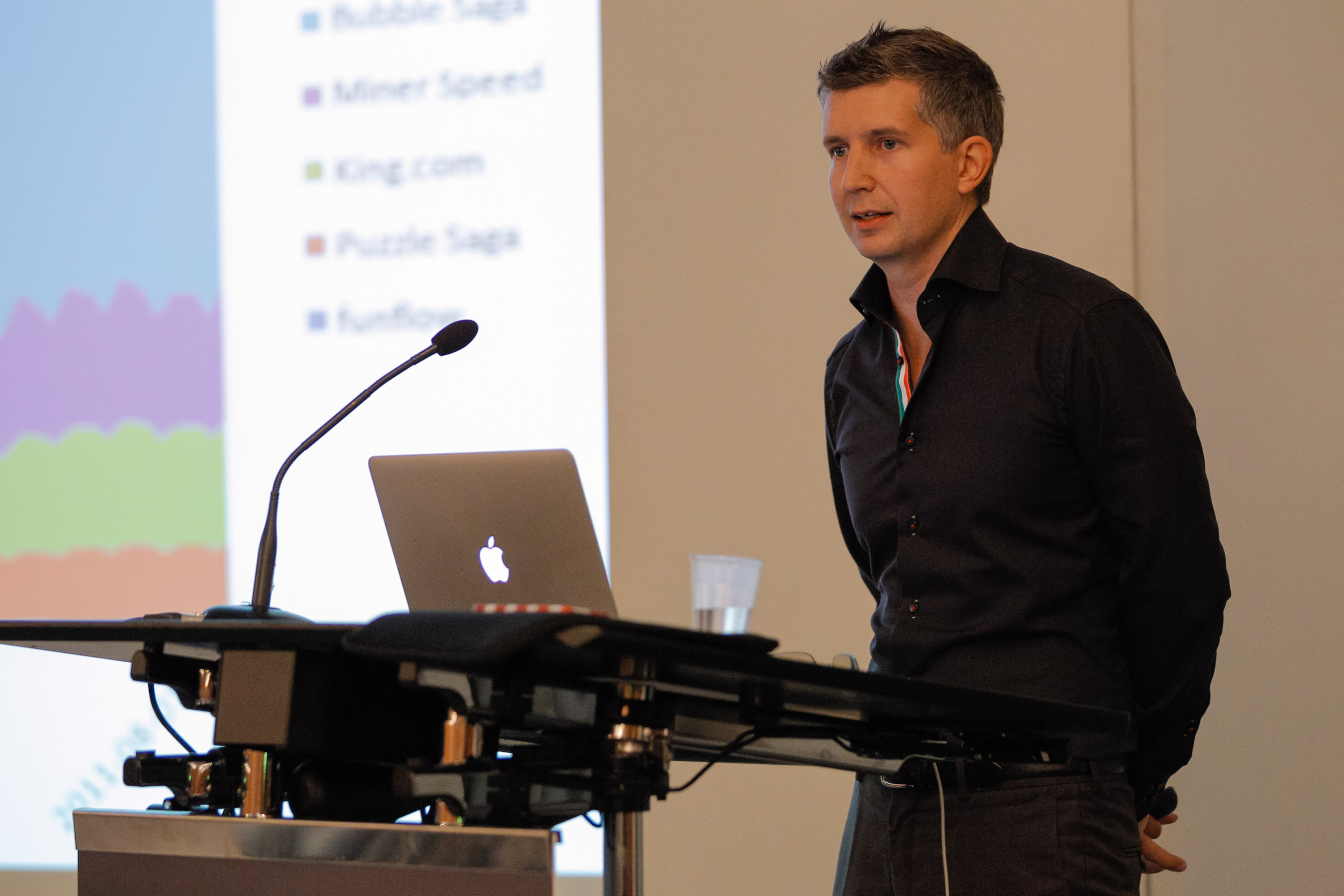
Tommy Palm, creador de Candy Crush Saga presentado el juego en el GDC 2013.

En abril de 2011, King lanzó su juego de portal existente, Miner Speed, como su primer juego multiplataforma (Facebook y móvil) para descubrir la transición entre Facebook y los juegos móviles para esta nueva dirección. El primer gran éxito de King en esta área siguió con Bubble Witch Saga, lanzado en octubre de 2011; en enero de 2012 ha atraído a más de 10 millones de jugadores y fue uno de los juegos de Facebook de más rápido crecimiento en ese momento. Bubble Witch Saga introdujo el enfoque de "saga" en contraste con los juegos típicos de emparejar fichas, donde en lugar de que el juego continúe durante un período de tiempo fijo o hasta que el jugador llegara a un estado injugable, el juego se dividió en niveles discretos que requerían que el jugador completara ciertos objetivos dentro de un conjunto fijo de movimientos, y donde el siguiente nivel solo se puede alcanzar después de completar el nivel anterior. Estos elementos de la saga permitieron los conceptos básicos del juego social, pero no requirieron la inversión de tiempo que requerían los títulos entonces populares como FarmVille de Zynga; los jugadores podían jugar solo unos minutos cada día a través del modelo de saga. El éxito de Bubble Witch Saga estableció a King como un desarrollador viable en este campo, convirtiéndose en el segundo desarrollador más grande por número diario de jugadores en la plataforma de Facebook en abril de 2012, solo por detrás de Zynga.
Candy Crush Saga fue seleccionado como el próximo juego de Facebook de King con base en la popularidad de la versión del portal de Candy Crush. El marco básico multiplataforma de Miner Speed se utilizó para crear la base de Candy Crush Saga, agregando los elementos de "saga" de Bubble Witch Saga. Las ideas iniciales para expandir Candy Crush en Candy Crush Saga fueron propuestas por Knutsson, alrededor de 2011, incluyendo hacer que el mapa de la saga pareciera visualmente un juego de mesa. El juego se lanzó por primera vez para Facebook en abril de 2012, en ese momento presentaba solo 65 niveles. El juego ganó popularidad rápidamente, ganando más de 4 millones de jugadores a las pocas semanas de su lanzamiento.
Más tarde, King lanzó versiones móviles para iOS y Android ese mismo año, agregando una función que permitía a los usuarios de dispositivos móviles sincronizar su progreso con la versión de Facebook. Knutsson declaró que en ese momento, con Candy Crush Saga tan popular como lo era en Facebook, sabían que "tenían que hacerlo bien" en el proceso de transición. King había discutido previamente la naturaleza de los juegos que mantenían su estado entre una PC y una versión móvil con Fabrication Games, creyendo que esta era una tendencia necesaria en el futuro de los juegos. Ambos reconocieron varias de las dificultades que tendrían que abordar. proporcionan tanto la sincronización del progreso como la interfaz de juego entre las computadoras PC con mouse y los dispositivos móviles táctiles. King descubrió que un problema con la transición de Bubble Witch Saga a dispositivos móviles era que los elementos del juego eran demasiado pequeños para dispositivos móviles, y su objetivo era corregir eso para Candy Crush Saga en dispositivos móviles. El retraso del lanzamiento móvil de Candy Crush Saga se debió en parte a que se agregó la capacidad de reproducir la versión móvil en un modo fuera de línea que aún se sincronizaría una vez que el jugador volviera a estar en línea.
La versión móvil ayudó a aumentar la popularidad del juego, lo que se atribuye a la naturaleza del juego que se puede jugar de una manera fácil de usar, ideal para dispositivos móviles. Tommy Palm, uno de los cuatro desarrolladores de Candy Crush Saga, declaró que los números del primer fin de semana después del lanzamiento móvil del juego fueron más de diez veces mayores de lo que esperaban. En enero de 2013, Candy Crush Saga superó a FarmVille 2 de Zynga como el juego más jugado en la plataforma de Facebook.
King no había planeado que Candy Crush Saga fuera tan popular como lo era, esperando que el juego tuviera solo una ventana de seis meses después del cual los jugadores pasarían a un juego diferente y, por lo tanto, había comprometido solo recursos mínimos para su soporte continuo en lanzamiento. En cambio, con la popularidad del juego aún alta a finales de 2012, King se tomó más en serio el apoyo al juego a largo plazo, investigando mecánicas de juego más profundas, agregando más niveles y otros métodos para extender el juego. Desde su lanzamiento, Candy Crush Saga se expandió a lo largo de los años agregando nuevos episodios, cada uno con una serie de nuevos niveles. Esto permitió que King también presentara nuevas funciones de juego junto con otras mejoras del juego. Las nuevas funciones se probaron primero en el propio portal de King para ver cómo respondían los jugadores y permitirles modificarlas según fuera necesario, luego las incluyeron en los episodios de la versión de Facebook/móvil. En septiembre de 2016, King lanzó su nivel 2000 del juego para celebrar el hito de más de 1 billón de juegos de Candy Crush Saga que se han jugado. Más recientemente, con el juego ofrecido como un modelo gratuito, King busca proporcionar contenido nuevo semanal o quincenalmente, incluido contenido por tiempo limitado. Zacconi vio este enfoque como un medio para mantener a los jugadores, que de otra manera no han comprado nada, para que sigan regresando y jugando.

## Recepción
Según el sitio web del agregador de reseñas Metacritic, el juego recibió una puntuación de revisión promedio de 79/100, lo que indica críticas generalmente positivas. Ellie Gibson de Eurogamer se refirió a Candy Crush Saga como el "Juego del año" del 2013.

### Comercial
Para 2013, Candy Crush Saga se había descargado más de 500 millones de veces en dispositivos de Facebook, iOS y Android y se consideraba la aplicación más descargada de la App Store de Apple, y tenía al menos 6,7 millones de usuarios activos diariamente; el juego tuvo un ingreso diario de $ 633,000 solo de la sección de Estados Unidos de la App Store de iOS. Para 2014, el juego tenía más de 245 millones de jugadores activos cada mes, pero desde entonces ha caído, y ese recuento cayó a alrededor de 166 millones en 2016. Volvió a subir a 293 millones de jugadores activos mensuales en noviembre de 2017.

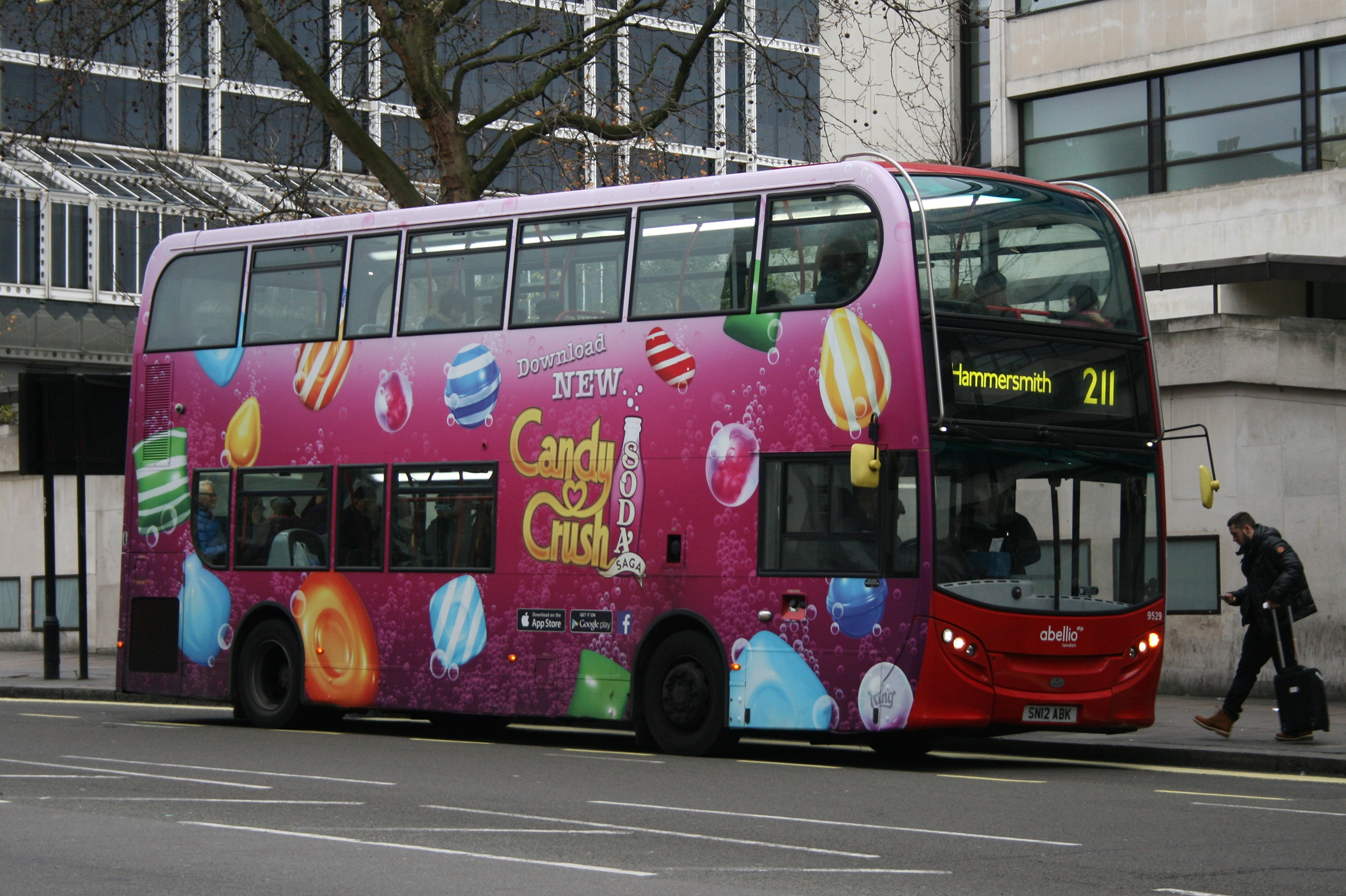
Abellio London 9529 (Candy Crush) en la ruta 211, Victoria Coach Station

Aunque inicialmente se lanzó con publicidad para ayudar con los ingresos, King eliminó la publicidad en 2013 y solo ha ganado dinero con el juego en forma de compras dentro de la aplicación. Solo un pequeño porcentaje de la base de jugadores ha comprado artículos del juego, hasta alrededor del 4%, pero esto ha generado millones de dólares en ingresos mensuales para King. En 2014, los jugadores de Candy Crush Saga gastaron más de $ 1.33 mil millones en compras dentro de la aplicación. Esta es una disminución con respecto al año anterior, ya que en la segunda mitad de 2013 los jugadores gastaron más de $ 1.040 millones. Para 2015, los ingresos mensuales se estimaron en $ 120 millones, pero con la disminución de los jugadores que compran artículos en el juego, hasta un 2% en 2016, esos ingresos se han reducido a poco más de $ 53 millones por mes. Nuevamente, a fines de octubre de 2018, los ingresos mensuales aumentaron a $ 128 millones.
Cinco años después de su lanzamiento en dispositivos móviles, la serie Candy Crush Saga ha recibido más de 2,73 mil millones de descargas. Sus ingresos para el trimestre que finalizó en septiembre de 2017 fueron de $ 250 millones, habiendo obtenido una mejora significativa en los ingresos de un año a otro a partir de 2016. Sigue siendo una de las aplicaciones de ingresos brutos más importantes para dispositivos móviles en los cuatro años líderes hasta 2017. A fines de julio de 2018, los ingresos totales obtenidos por este juego ascendían a $ 3.91 mil millones.
Candy Crush recibió una mención especial en los medios de comunicación de Hong Kong, con informes de que uno de cada siete ciudadanos de Hong Kong juega el juego. En diciembre de 2013, King ingresó al mercado japonés con una serie de comerciales de televisión en Japón, y para el 4 de diciembre se había convertido en el 23º juego más descargado en Japón en dispositivos Android y el número 1 más descargado de la App Store. También es el juego más popular en el Reino Unido de todos los tiempos.

### Datos demográficos del jugador
El 58% de los jugadores son mujeres, mientras que el 46% de los jugadores son de la Generación X, aunque lo juegan más jóvenes y niños.

### Premios
Candy Crush Saga ganó los premios People's Choice Awards al juego móvil favorito de 2016. Otros nominados fueron Fruit Ninja, Despicable Me: Minion Rush, Plants vs Zombies y Temple Run. También fue el ganador del noveno premio internacional de juegos móviles al mejor juego social.

## Controversia

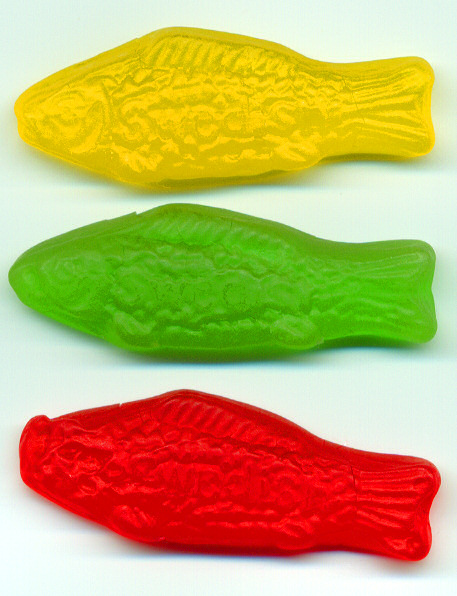
Pescado sueco, dulces escandinavos que están en el juego.

King presentó solicitudes de marcas comerciales sobre la palabra "dulces" en enero de 2013 ante la Oficina de Patentes y Marcas de Estados Unidos, que se hizo pública en enero de 2014. Las noticias de estas marcas comerciales pendientes suscitaron preocupaciones de otros desarrolladores, que temían que King utilizaría su marca registrada para intimidar a los desarrolladores más pequeños. En respuesta a esta crítica, King decidió no buscar la marca.
El juego móvil conocido como CandySwipe creado en 2010, dos años antes del lanzamiento de Candy Crush Saga, tenía muchas similitudes que el desarrollador de aplicaciones independiente Albert Ransom y el fabricante de CandySwipe recogieron cuando Candy Crush Saga se volvió más exitoso. Tras la noticia de la marca registrada "dulces", Ransom emitió un comunicado en febrero de 2014, afirmando que King copió intencionalmente elementos de su propio juego, incluido el ícono de la aplicación, el arte de las piezas de caramelo y efectos de sonido como el final de nivel "¡Dulce! ". Si bien no se dieron detalles, Ransom declaró que había resuelto "amistosamente" el asunto con King en abril de ese año.
Durante este mismo período, se descubrió que King había solicitado una marca comercial sobre la palabra "saga", y habían tomado medidas contra Stoic, los desarrolladores de The Banner Saga; King había intentado bloquear el registro de Stoic de "The Banner Saga", y después del lanzamiento del juego en enero de 2014, emitió una carta de cese y desistimiento a los desarrolladores (la solicitud de marca registrada de King aún estaba pendiente de aprobación en este momento). similar a la situación de CandySwipe, Stoic anunció en abril de 2014 que la situación con King se había resuelto y que ambas partes llegaron a un acuerdo que le permitía a Stoic seguir usando su nombre.
Candy Crush Saga también recibió reacciones encontradas cuando se anunció que King había llegado a un acuerdo con Microsoft para instalar/reinstalar automáticamente el juego en dispositivos que se actualizaron a Windows 10 Home.
Candy Crush Saga se considera un juego adictivo, ya que utiliza un bucle de compulsión que proporciona un refuerzo placentero cuanto más se juega. El juego fue investigado por la Oficina de Comercio Justo del Reino Unido con respecto a la mecánica del juego de explotación con respecto a los usuarios más jóvenes. Sin embargo, sigue siendo el juego móvil más descargado de todos los tiempos en el Reino Unido.

## Secuelas
En mayo de 2014, una secuela titulada Candy Crush Soda Saga fue lanzado suave por King, con un diseño similar, pero con una nueva dinámica de juego, una pieza de botella de refresco que puede cambiar la gravedad. En enero de 2018, tenían más de 2080 niveles de Candy Crush Soda Saga mientras que en febrero de 2024 llegaron a tener más de 9.000 niveles.
El 20 de octubre de 2014, se lanzó la versión de Facebook de Candy Crush Soda Saga en todo el mundo y la aplicación móvil se lanzó en noviembre en las plataformas Android e iOS. La aplicación estuvo disponible posteriormente para Windows 10 y Windows Phone en octubre de 2015. Entre otros cambios en el juego, Candy Crush Soda Saga presenta caramelos de soda que liberan refrescos que llenan el tablero de rompecabezas de abajo hacia arriba. haciendo que los caramelos floten hasta el nivel más alto de refresco.
En septiembre de 2015, otra secuela llamada Candy Crush Jelly Saga fue lanzada en varios países para la plataforma Android, seguido de un lanzamiento mundial en enero de 2016. Inicialmente no estaba disponible en Facebook a diferencia de los títulos anteriores. pero se lanzó en Android e iOS en mayo de 2016. Parece que la versión de Facebook ya no requiere Adobe Flash para jugar. El juego presenta cuadrados llenos de gelatina. Las coincidencias hechas con caramelos que ocupan cuadrados llenos de gelatina generalmente harán que todos los cuadrados que formaban parte del partido se llenen de gelatina, con el objetivo de hacer que todos los cuadrados del tablero se llenen de gelatina para completar el rompecabezas.
Una tercera secuela, Candy Crush Friends Saga, fue lanzada tanto en iOS como en Android en octubre de 2018. Antes de cada ronda, el jugador puede tener la capacidad de seleccionar uno de los personajes de la serie para ayudar con el rompecabezas. Cada personaje tiene un poder que se activa después de recolectar una cierta cantidad de caramelos de un color específico, como convertir un caramelo en el tablero en un caramelo envuelto. Este juego ganó $ 5.6 millones en su primer mes y $ 10 millones en junio de 2019.

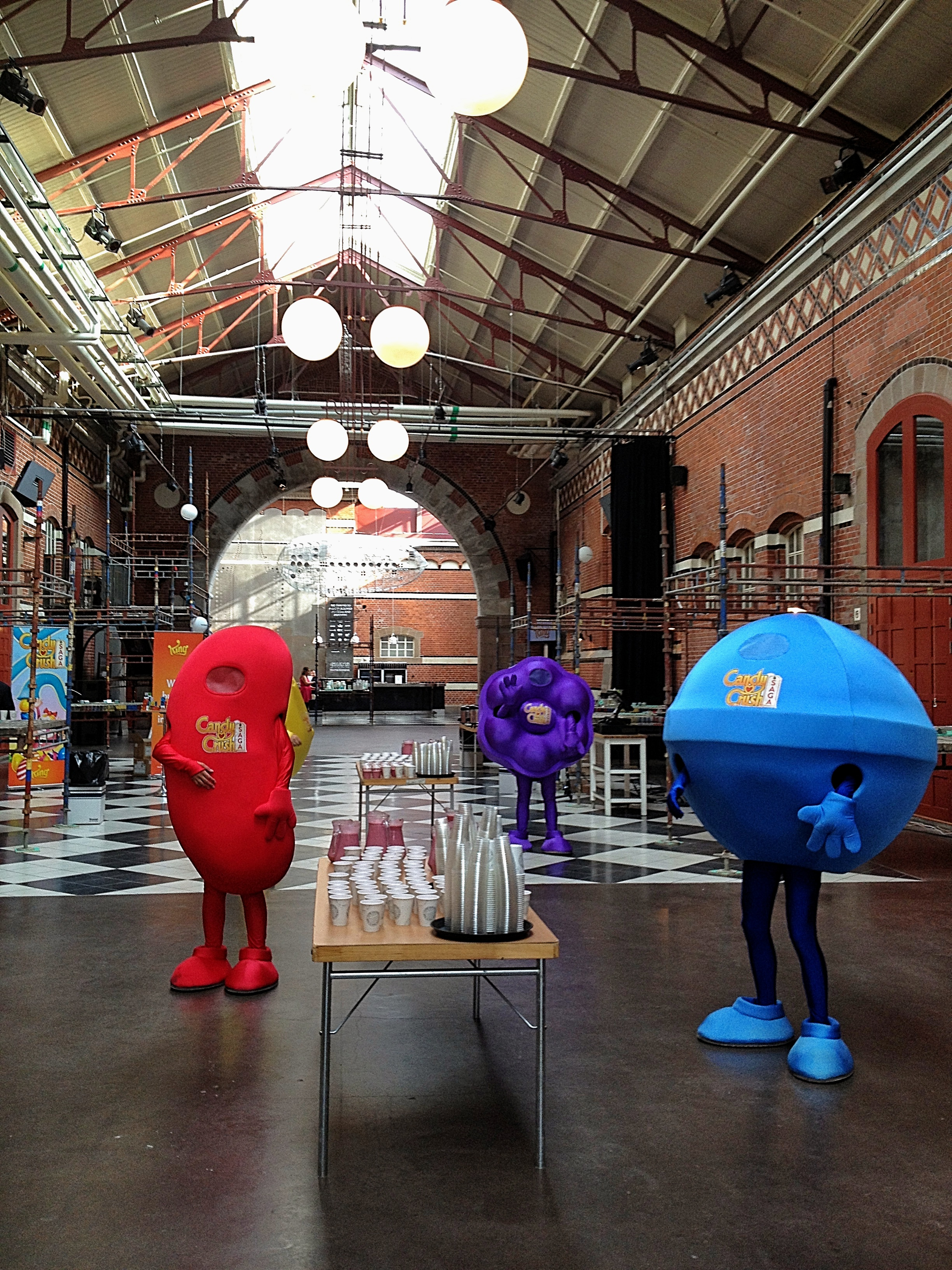
Candy Crush en Media Evolutions The Conference 2013, Malmö

## Programa de televisión
CBS produjo un programa de juegos de acción en vivo de Candy Crush en asociación con King que se estrenó el 9 de julio de 2017. Fue una competencia de una hora entre varios equipos de dos personas que usaban juegos interactivos basados en Candy Crush. El programa fue producido por Lionsgate con el productor ejecutivo Matt Kunitz, y con la colaboración de Sebastian Knutsson, el desarrollador creativo del primer juego Candy Crush. Mario López fue el anfitrión del programa.
Cuatro equipos juegan en cada episodio haciendo varios desafíos basados en el juego Candy Crush, y el equipo ganador gana $ 100,000 garantizados.

## En la cultura popular
- El juego también aparece en el video musical de Psy "Gentleman".[64]
- Parte de Emoji: la película tiene lugar dentro de Candy Crush Saga.[65]
- Candy Crush Saga se utilizó como tema de desafío para un episodio de la sexta temporada de Project Runway All Stars.[66]